# Jacksonoides subtilis
Jacksonoides subtilis is een spinnensoort in de taxonomische indeling van de springspinnen (Salticidae).
Het dier behoort tot het geslacht Jacksonoides. De wetenschappelijke naam van de soort werd voor het eerst geldig gepubliceerd in 1988 door Fred R. Wanless.